# Neoturris
Neoturris is een geslacht van neteldieren uit de familie van de Pandeidae.

## Soorten
- Neoturris abyssi (G.O. Sars, 1874)
- Neoturris bigelowi Kramp, 1959
- Neoturris breviconis (Murbach & Shearer, 1902)
- Neoturris crockeri Bigelow, 1940
- Neoturris fontata (Bigelow, 1909)
- Neoturris papua (Lesson, 1843)
- Neoturris pelagica (Agassiz & Mayer, 1902)
- Neoturris pileata (Forsskål, 1775)